# Grażyna Cywińska-Wasilewska
Grażyna Cywińska-Wasilewska (zm. 15 września 2021) – polska lekarka, specjalistka rehabilitacji medycznej, dr hab.

## Życiorys
10 czerwca 1976 obroniła pracę doktorską Wartość praktyczna oznaczania szybkości przewodzenia nerwów ruchowych, 18 listopada 1998 habilitowała się na podstawie pracy zatytułowanej Zespół post polio w świetle badań elektrofizjologicznych i klinicznych. Pracowała w Zakładzie Patofizjologii Narządu Ruchu na I Wydziale Lekarskim Akademii Medycznej im. Karola Marcinkowskiego w Poznaniu.
Została zatrudniona na stanowisku profesora nadzwyczajnego w Instytucie Fizjoterapii i Ratownictwa Medycznego Państwowej Wyższej Szkole Zawodowej im. Prezydenta Stanisława Wojciechowskiego w Kaliszu oraz w Katedrze Rehabilitacji Narządu Ruchu na Wydziale Wychowania Fizycznego, Sportu i Rehabilitacji Akademii Wychowania Fizycznego im. Eugeniusza Piaseckiego w Poznaniu.
Była profesorem uczelni na Wydziale Nauk o Zdrowiu Akademii Kaliskiej im. Prezydenta Stanisława Wojciechowskiego oraz członkiem Komitetu Rehabilitacji, Kultury Fizycznej i Integracji Społecznej na VI Wydziale – Nauk Medycznych Polskiej Akademii Nauk.
Była członkiem założycielem Polskiego Towarzystwa Rehabilitacji, pełniła funkcję Prezes Oddziału Wielkopolskiego towarzystwa.
Zmarła 15 września 2021.